# Колыбельная (Шопен)
«Колыбельная» Шопена (фр. Berceuse) — колыбельная песня, написанная для фортепиано в 1843—1844 годах. Она состоит из вариаций в ре-бемоль мажоре. Посвящена Элизе Гавард (1824—1900). Сам Шопен назвал произведение Variantes (Вариации), так как колыбельная является вариацией на народную польскую песню «Już miesiąć zeszedł, psy się uśpily» (Уж месяц поднялся, псы уснули). Позже название было изменено на Berceuse (Колыбельная). Музыка начинается в размере 6/8. Вступление состоит из двух тактов. В конце звучат два аккорда (IV—I). Ноты были впервые опубликованы в 1845 году в Лейпциге.